# کمارنو (اوکراین)
کُمارنو (به روسی: Комарно) شهری در استان لویو در کشور اوکراین واقع شده‌است. جمعیت این شهر ۳,۷۰۷ نفر (۲۰۲۱ تخمینی) است.

## نگارخانه

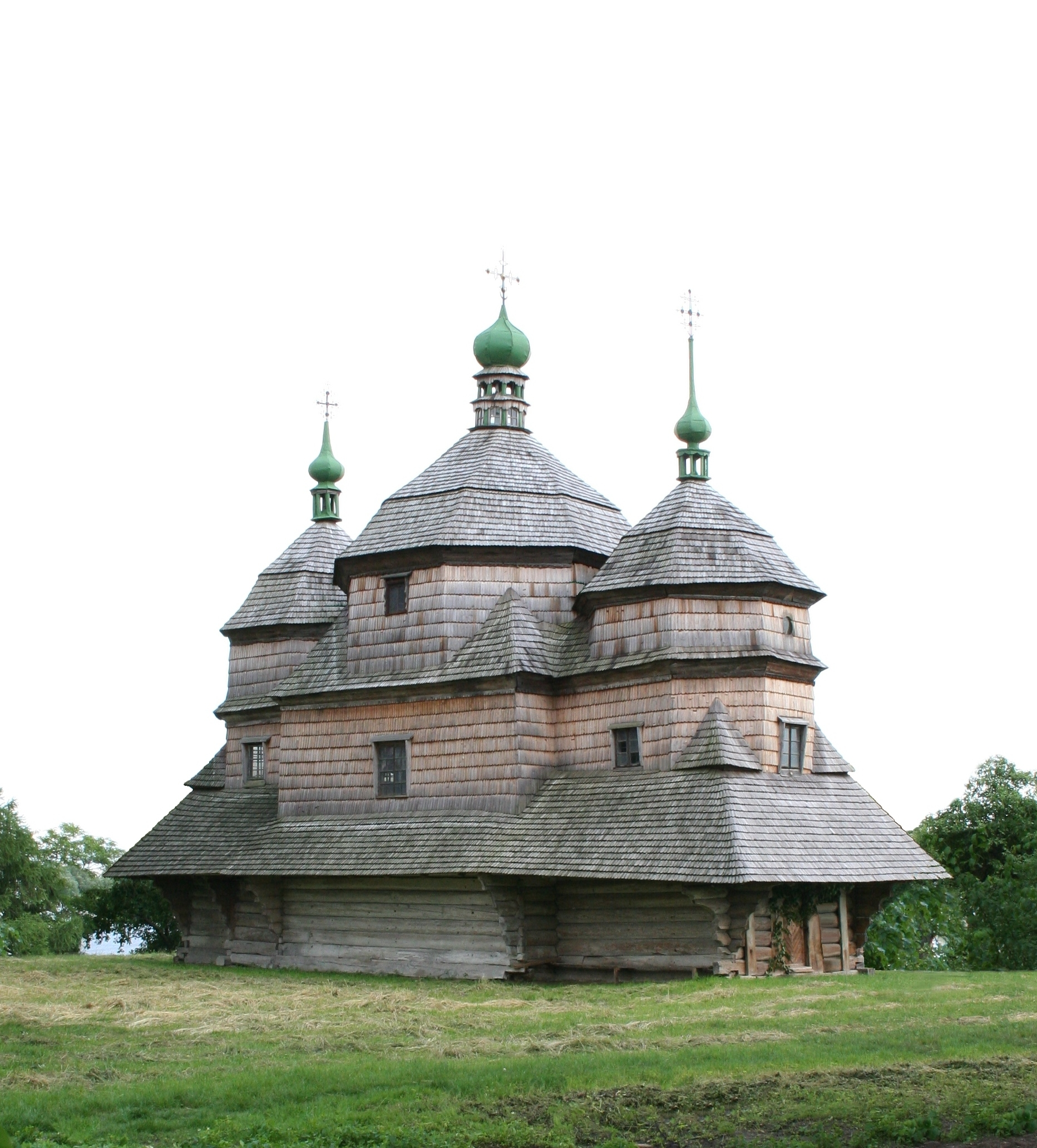
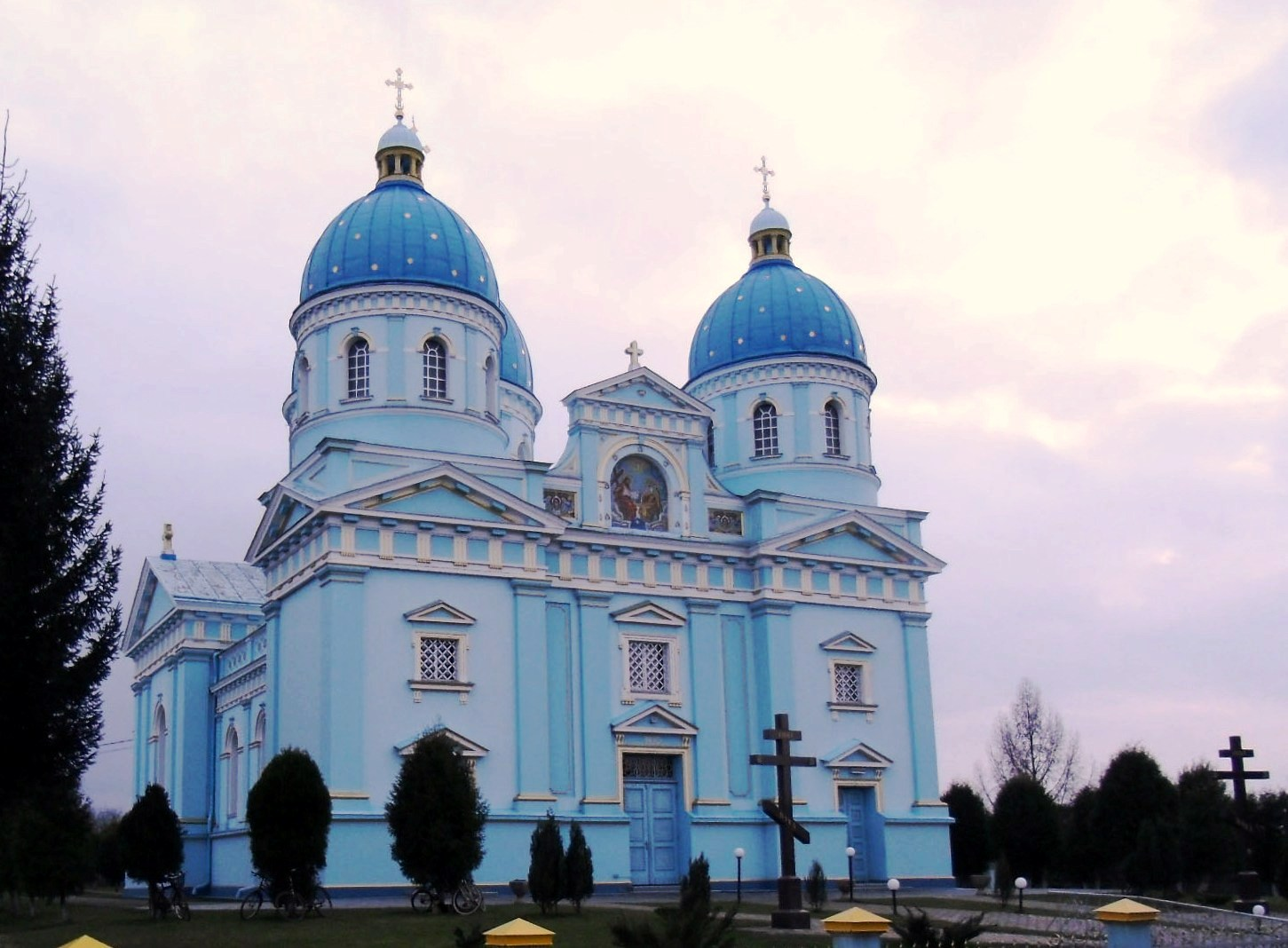
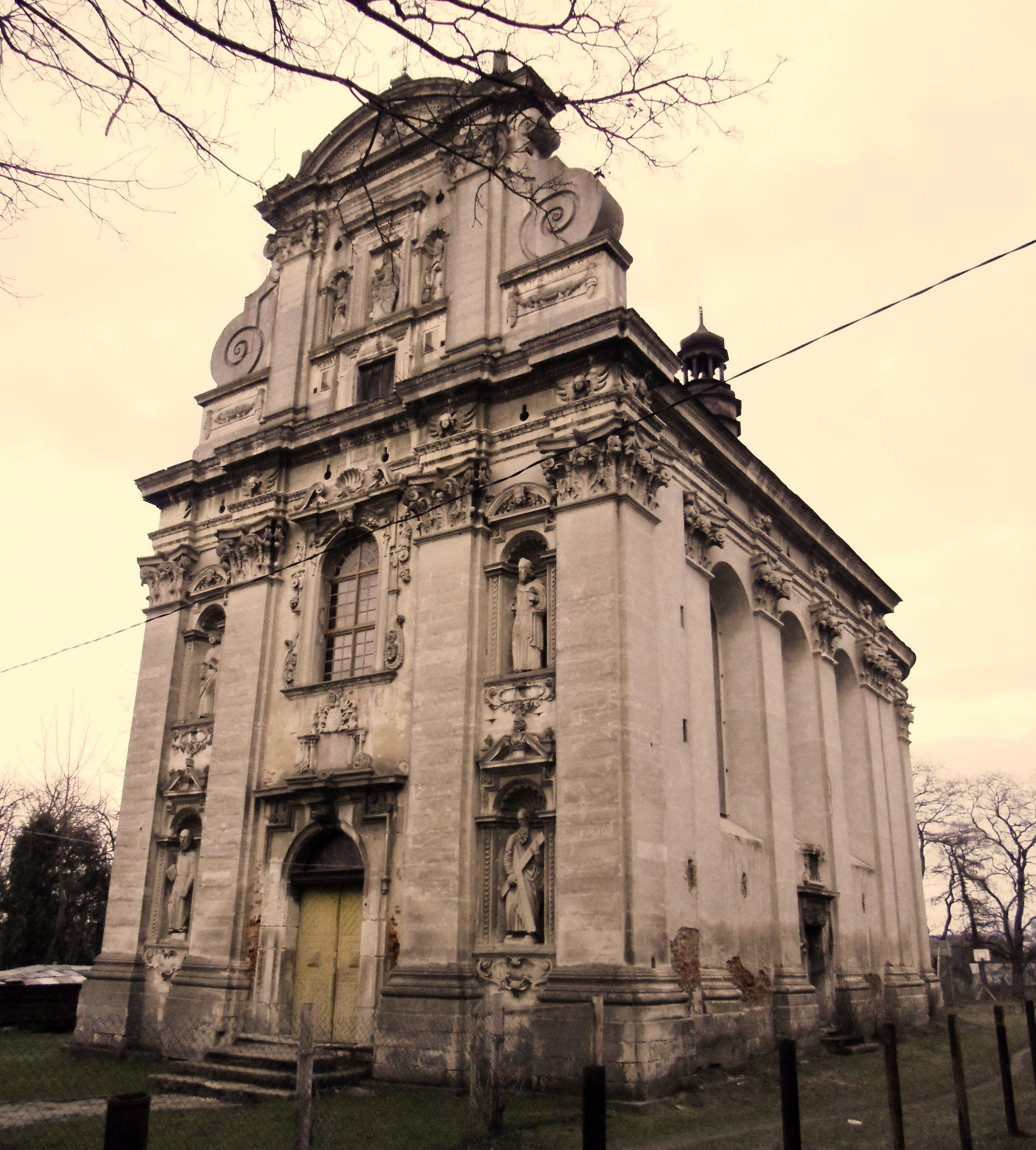
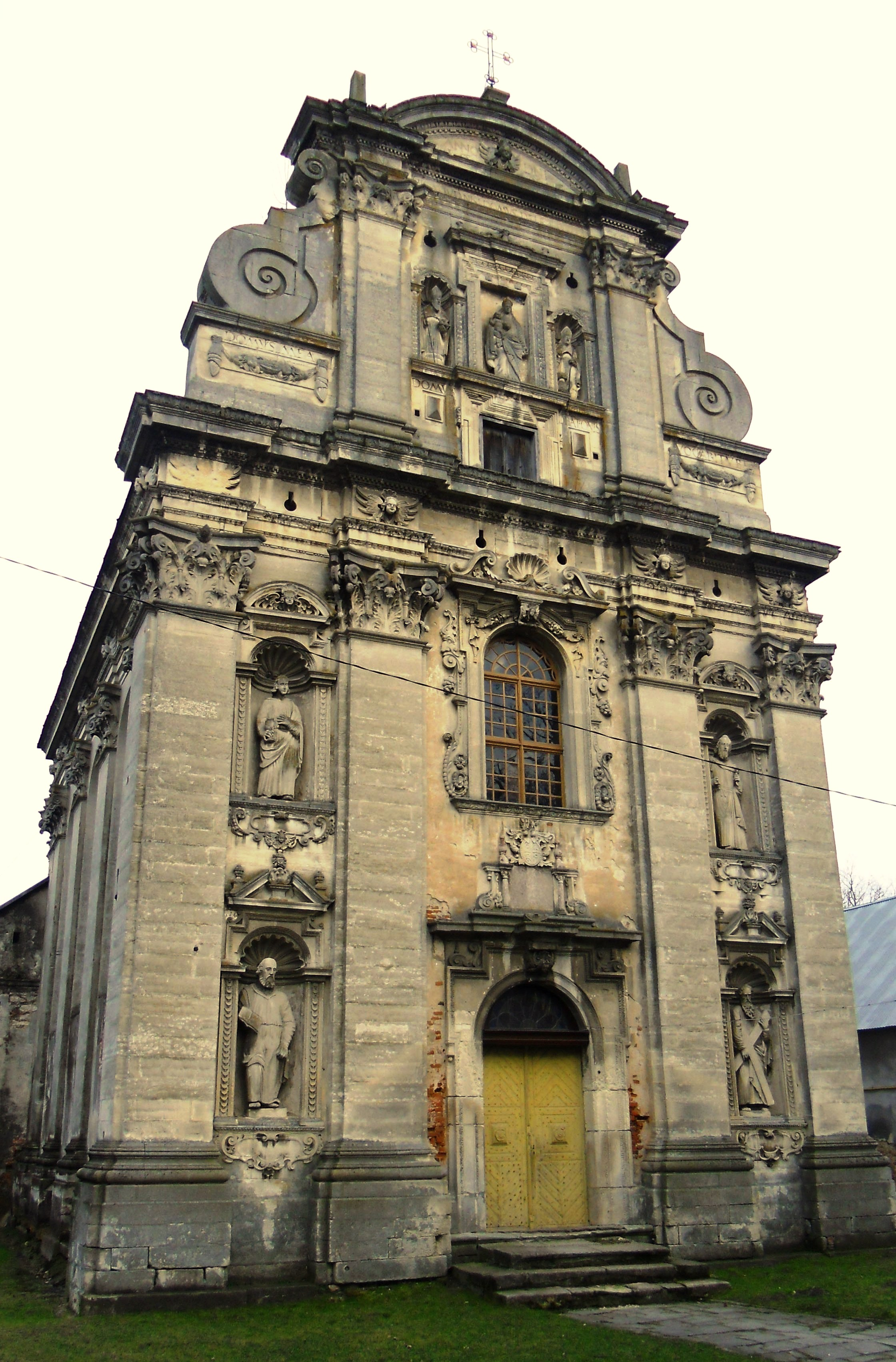
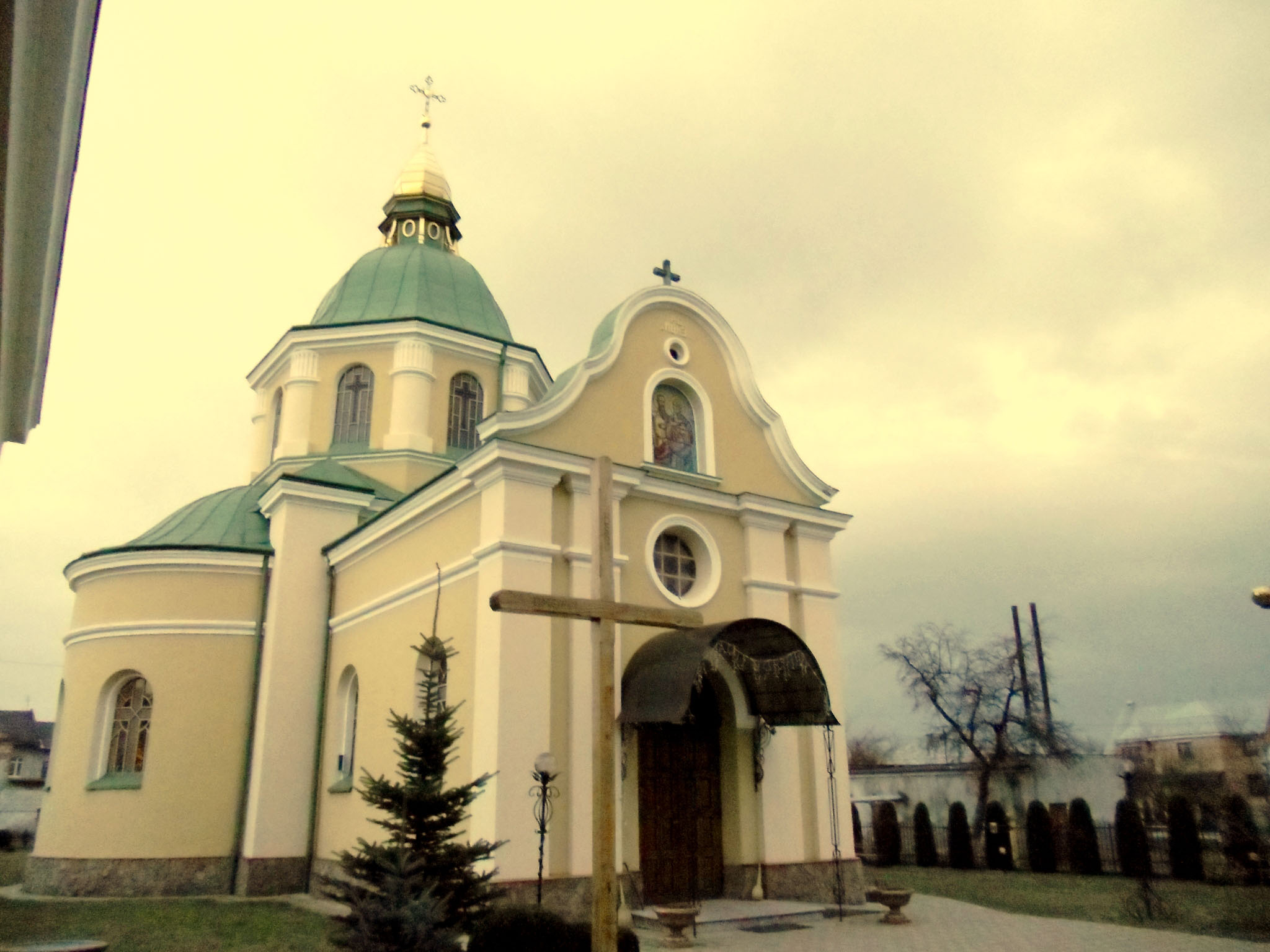
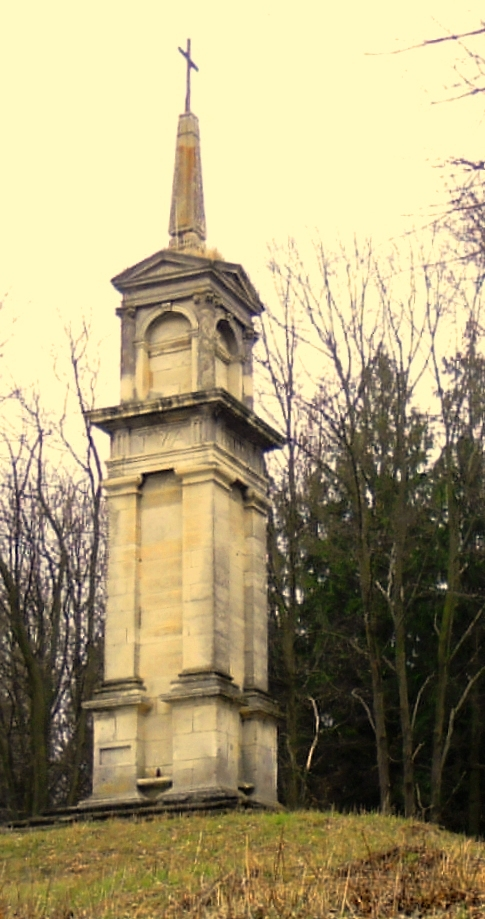